# 劉九容
劉九容（1497年—？年），字慎卿，號榆泉，陝西綏德衛官籍，榆林衛人，明朝政治人物。

## 生平
嘉靖四年（1525年）乙酉科陕西鄉試第二十名舉人，嘉靖十一年（1532年）壬辰科進士。觀刑部政，授河南舞陽知縣，改祥符知縣，陞刑部主事，員外郎，出爲山東按察司僉事。

## 家族
曾祖劉釗，祖劉頊，父劉儒，母楊氏。慈侍下。兄九思。子可方；可立；可度。